# Liliana Ginanneschi
Liliana Ginanneschi (* 8. Januar 1951 in Livorno) ist eine italienische Filmregisseurin und Drehbuchautorin.

## Leben
Ginanneschi diplomierte am Istituto di Belle Arti und besuchte das Centro Sperimentale di Cinematografia, wo sie bei Ugo Pirro Drehbuchkurse belegte und bei Nikita Michalkow Regie studierte. Ab 1977 drehte sie Kurzfilme, darunter den Diplomfilm Il falso vecchio und arbeitete als Schnittsekretärin und Regieassistentin für Bruno Mattei; gelistet wurde sie dabei oftmals als Liliane Hann. Ihr 1979 entstandener Debütfilm im Langfilmbereich Affestuosamente ciak blieb unveröffentlicht. Erst zwölf Jahre später inszenierte sie den interessanten Faccia di lepre, dessen poetische Untertöne gelobt wurden und der nach einer Originalgeschichte in Bologna entstand; die Geschichte einer geschiedenen Frau, die erst ihren Lebenswillen wiederfinden muss.
Neben mehreren Drehbüchern für Stelio Passacantando arbeitete Ginanneschi für Fernsehserien ihrer italienischen Heimat. Weiterhin war sie aber auch als Kurzfilmerin aktiv.

## Filmografie (Auswahl)
- 1979: Affetuosamente ciak
- 1991: Faccia di lepre